# Jåttåvågen (przystanek kolejowy)
Jåttåvågen – kolejowy przystanek osobowy w Jåttåvågen, w regionie Rogaland w Norwegii, jest oddalony od Stavanger o 7,2 km a od Oslo Sentralstasjon o 591,5 km. Przystanek leży przy stadionie klubu Viking FK.

## Ruch pasażerski
Należy do linii Sørlandsbanen. Jest elementem Jærbanen - kolei aglomeracyjnej w Stavanger i obsługuje lokalny ruch między Stavanger, Nærbø i Egersund. Pociągi odjeżdżają co pół godziny do Nærbø i co godzinę do Egersund.

## Obsługa pasażerów
Wiata, elektroniczny system informacji, automat biletowy, parking rowerowy, przystanek autobusowy, postój taksówek (100 m). Odprawa podróżnych odbywa się w pociągu.